# Gordon Payne
Gordon Eastcott Payne (* 16. Oktober 1890 in Paynes Mills, Southwold, Ontario, Kanada; † 17. Mai 1983 in Halifax, Nova Scotia, Kanada) war ein kanadischer Maler und Gebrauchsgrafiker. Er malte vornehmlich Landschaften und arbeitete mit Öl- und Aquarellfarben.

## Leben
Payne war der Sohn von George Edward Sharon Payne und Elizabeth Amy Hill. Er wuchs in der Region der Niagarafälle auf und kam durch den Einfluss seines Onkels, den Maler William St. Thomas Smith (1862–1947), mit der Kunst in Berührung, als dieser mit seiner Staffelei, Aquarelle von Landschaften und Wasserlandschaften in Ontario schuf. Im Alter von neunzehn Jahren begann Payne seine Ausbildung an der Albright Art Gallery School in Buffalo. Anschließend studierte er Kunst bei Mary Cox an der School of Fine Arts in New York und von 1910 bis 1914 bei George Agnew Reid, J. W. Beatty, Robert Holmes und William Cruikshank am Ontario College of Art in Toronto. Bei Anbruch des Ersten Weltkriegs wurde er Signaloffizier und diente bis 1919 im Dienstgrad eines Leutnants bei der Canadian Expeditionary Force und beim Lincoln and Welland Regiment. 1920 schloss Payne seine künstlerische Ausbildung an der Pennsylvania Academy of Art ab. Während des Zweiten Weltkriegs diente er beim British Commonwealth Air Training Plan.
Als Künstler wurde Gordon Payne in ganz Kanada für seine Küsten-, Hafen- und Meeresbilder sowie Stillleben und Aquarelle bekannt. Als Grafiker zeigte er in seinen Linolschnitten und Radierungen Heiterkeit und Lyrik. Er war Mitglied bei der Art League of Toronto (1919), der Graphic Arts Society (1921), der Ontario Society of Artists (1925), der Society of Canadian Painter-Etchers and Engravers (1946) und bei der Nova Scotia Society of Artists (NSSA).
Payne war ein einflussreicher Lehrer, zu dessen Schülern beispielsweise der Wildtiermaler Robert McLellan Bateman zählt. Er unterrichtete von 1946 bis 1950 an der Doon School of Fine Arts und gründete 1946 Torontos größte private Kunstschule, die Payne School of Fine Art, die er bis 1958 betrieb. Er war als Künstler in Gloucester, Massachusetts sowie in Ingersoll, wo er 1934 die Ingersoll Art Gallery gründete, Toronto und Halifax in Kanada tätig. Im Jahr 1958 zog er sich nach Halifax zurück. wo er 1983 im Camp Hill Veterans’ Hospital starb.
Paynes Gemälde befinden sich heute in den meisten großen Sammlungen in Kanada und den Vereinigten Staaten sowie in vielen privaten und öffentlichen Sammlungen auf der ganzen Welt, darunter in der Art Gallery of Edmonton, der Kitchener-Waterloo Art Gallery und der Art Gallery of Ontario, Toronto.
Payne war von 1921 bis 1961 mit Maud Gibson verheiratet. Seine zweite Frau (Sigrun) Emma Solvason (1899–1983) war selbst Malerin und stellte bei zahlreichen Gelegenheiten an der Seite ihres Mannes aus.